# 26a Divisió (Exèrcit Popular de la República)
La 26a Divisió va ser una de les divisions de l'Exèrcit Popular que va lluitar a favor del bàndol republicà durant la Guerra Civil Espanyola. Es va formar a partir de la Columna Durruti, dirigida per Ricardo Sanz (des que substituís al ja mort Durruti), que va acabar acceptant la seva militarització. Estava composta majoritàriament per antics milicians anarquistes.

## Orígens
La divisió va estar constituïda durant tota la guerra per les Brigades Mixtes 119a, 120a i 121a. Aquestes brigades anteriorment corresponien als regiments 1r, 2n i 3r de la divisió «Durruti» —successora de la columna «Durruti»—, embrió de la posterior Divisió. La unitat va quedar enquadrada en l'XI Cos d'Exèrcit i en aquest es va mantenir al llarg de tota la guerra.

## Historial
Recentment creada la divisió, van tenir lloc els fets de Maig a Barcelona, durant els quals diverses unitats de la nova 26a Divisió es van congregar a Barbastre per a emprendre la marxa sobre Barcelona. No obstant això, en sentir l'al·locució radiada pel líder anarquista i ministre de justícia, García Oliver, van romandre en els seus llocs. Més tard, al setembre de 1937, va combatre en la batalla de Belchite, on va tenir una actuació bastant deficient, sobretot per l'opinió que tenia el comandant "Kleber" de la seva 119a Brigada Mixta, que va arribar a dir que "no servia per a res".
Al març de 1938 el va sorprendre l'ofensiva franquista a Aragó, on es va veure completament desbordada i es va retirar sense que tingués cap actuació destacable. Va quedar situada al front del Segre, on va participar en els combats pel cap de pont de Balaguer, el mes de maig. Encara que la divisió es va mantenir en la línia del Segre la resta de l'any 1938, un dels batallons de la 120a Brigada Mixta va estar present en la batalla de l'Ebre.
Durant la Campanya de Catalunya, la divisió va mantenir les seves posicions al cap de pont de Tremp, on, el 2 de gener de 1939, van quedar greument infringides les seves brigades 120a i 121a, que van haver de ser retirades per a la seva reorganització; la 121a, no obstant això, va ser especialment felicitada per la seva actuació durant els combats. Després d'això, les restes de la divisió es van unir a l'atropellada retirada cap a la frontera francesa, on els supervivents van ser internats en camps de concentració.

## Participació en la Segona Guerra Mundial
Posteriorment alguns dels seus membres van passar pels camps de concentració francesos i alguns van ser incorporats per força a l'Exèrcit francès durant la Segona Guerra Mundial, sent els primers a entrar a París en 1944 per a alliberar a la ciutat. El primer tanc que va entrar en la capital francesa després de l'ocupació nazi es deia "Guadalajara", dins del qual hi havia diversos membres de l'antiga divisió. Es tractava de la 9a Companyia Blindada de la 2a Divisió blindada de la França Lliure (coneguda pel seu nom en espanyol La nueve o La Española).

## Comandaments
Comandants en Cap
- Ricardo Sanz García;

Comissaris
- Ricardo Rionda Castro, de la CNT;[1]
- Pedro Pey Sardá, de la CNT;
- Mariano Sánchez Añón, de la CNT;

Caps d'Estat Major
- Comandant d'infanteria Ramón Rodríguez Bosmediano;
- Comandant d'infanteria Pedro Cervera Serreta, des de febrer de 1938;[1]